# Acleris malagassana
Acleris malagassana is een vlinder van de familie van de bladrollers (Tortricidae). De wetenschappelijke naam van deze soort is voor het eerst voorgesteld door Alexey Diakonoff in een publicatie uit 1973.
De soort komt voor op Madagaskar.